# Chronologie de la collaboration du régime de Vichy dans le génocide des Juifs
Pour un article plus général, voir Shoah en France.
Pendant l'occupation allemande, le régime de Vichy qui remplace la Troisième République en 1940 choisit la voie de la collaboration avec les nazis. Cette politique inclut les accords Bousquet-Oberg de juillet 1942 qui officialisent la collaboration de la police française avec la police allemande. Cette collaboration se manifeste, en particulier, dans les mesures antisémites prises par le gouvernement de Vichy et dans sa participation active au génocide des Juifs.

## 1940

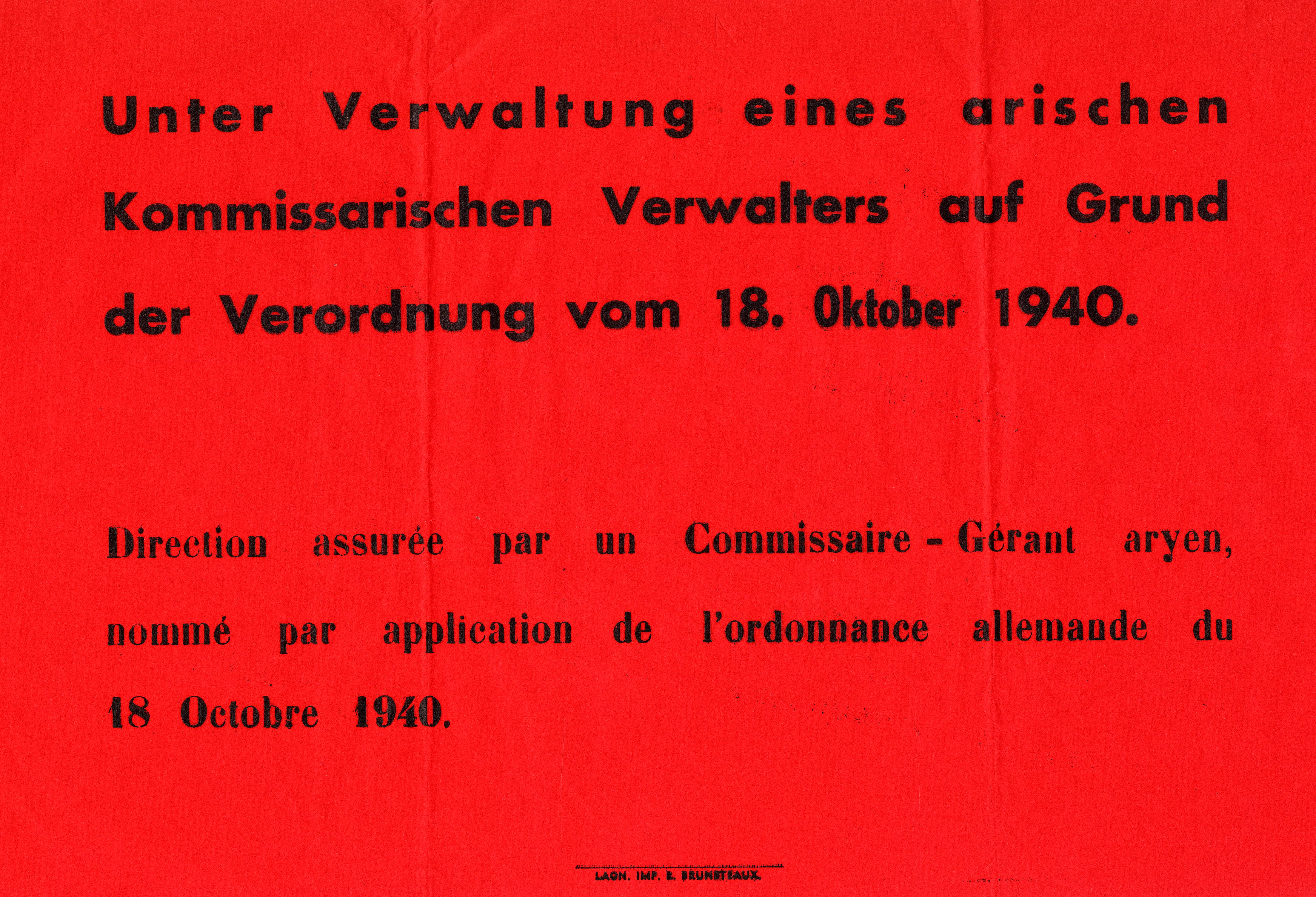
Affiche apposée après octobre 1940, dans l'Aisne, sur les commerces juifs, dans le cadre de la politique
d'aryanisation, indiquant la nomination d'un commissaire-gérant aryen. (Archives départementales de l'Aisne)

- 10 juillet 1940 : Pierre Laval fait voter par le Parlement les pleins pouvoirs (constituant, législatif, exécutif et judiciaire) au maréchal Pétain, qui devient chef de l'État.
- 22 juillet 1940 : Création par Alibert, ministre de la justice, d'une commission de révision des 500 000 naturalisations prononcées depuis 1927. La loi portant révision des naturalisations entraîne le retrait de la nationalité pour 15 000 personnes dont 40 % de Juifs.
- Juillet 1940 : les Allemands expulsent plus de 20 000 Juifs alsaciens-lorrains vers la zone sud.
- 27 septembre 1940 : Ordonnance allemande sur le statut des Juifs en zone occupée. Recensement des Juifs[1] (« fichier Tulard »), écriteau « Juif » sur les magasins tenus par des Juifs.
- 27 septembre 1940 : Une loi de Vichy permet d'interner tout étranger « en surnombre dans l'économie française » dans les groupements de travailleurs étrangers et pas seulement les Juifs.
- 3 octobre 1940 : Premier statut des Juifs. Les citoyens juifs français sont exclus de la fonction publique, de l'armée, de l'enseignement, de la presse, de la radio et du cinéma. Les Juifs « en surnombre » sont exclus des professions libérales. Article 9 : La présente loi est applicable à l'Algérie, aux colonies, pays de protectorat et territoires sous mandat.
- 4 octobre 1940 : Les préfets peuvent interner les étrangers de race juive dans des camps spéciaux ou les assigner à résidence.
- 7 octobre 1940 : Abrogation du décret Crémieux de 1871 ; la nationalité française est donc retirée aux Juifs d'Algérie.
- 7 octobre 1940 : Zone occupée : « aryanisation » des entreprises.

## 1941

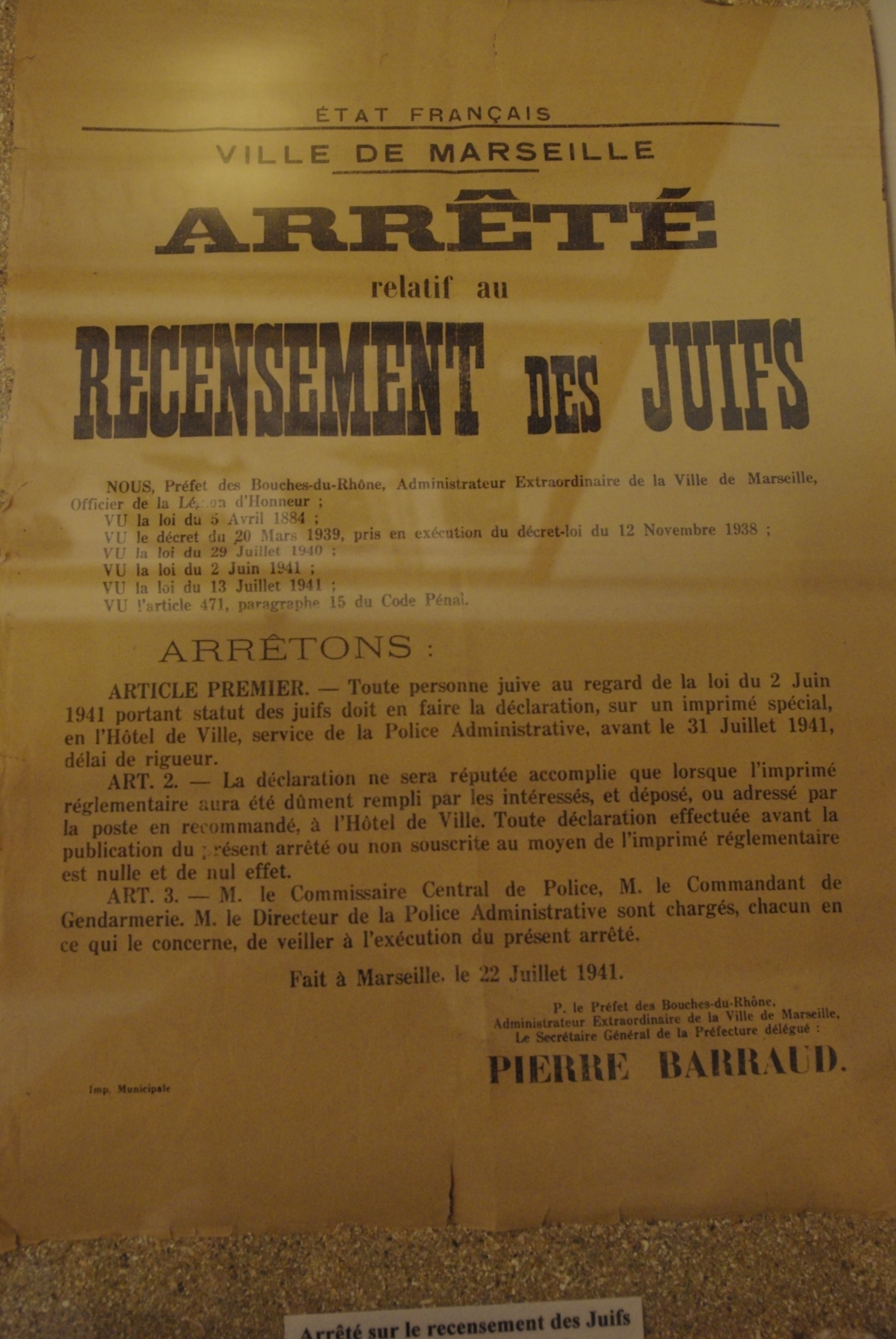
Affiche diffusée à Marseille en juillet 1941 annonçant le recensement des Juifs

- 29 mars 1941:  Création du Commissariat général aux questions juives  (CGQJ). Xavier Vallat, premier commissaire.
- 11 mai 1941 : Création de l'Institut d'étude des questions juives, officine de propagande antisémite, financée par les nazis (Theodor Dannecker) et dirigée par des agitateurs antisémites français : Paul Sézille, René Gérard…
- 14 mai 1941 : « Rafle du billet vert » organisée par la préfecture de Police avec l'accord de la délégation générale du gouvernement français dans la zone occupée et sur demande des autorités d'occupation : 3 747 Juifs étrangers (sur 6 494 convoqués par la préfecture de police) sont parqués dans les camps de transit de Pithiviers et Beaune-la-Rolande, sous administration française[2].
- 2 juin 1941 :  Deuxième statut des Juifs : par rapport au premier statut, durcissement de la définition du « Juif », allongement des interdictions professionnelles, numerus clausus à l'Université (3 %), et les professions libérales (2 %). Les Juifs sont obligés de se faire recenser en zone libre. Article 11 du Statut : La présente loi est applicable à l'Algérie, aux colonies, pays de protectorat et territoires sous mandat. Ce statut autorise les préfets à pratiquer l'internement administratif de Juifs de nationalité française[3].
- 21 juillet 1941 : « Aryanisation » des entreprises en zone libre.
- août 1941 : Zone occupée : Internement de 3 200 Juifs étrangers et 1 000 Juifs français dans divers camps dont celui de Drancy.
- Décembre 1941 : Zone occupée : 740 Juifs français membres des professions libérales et intellectuelles sont internées à Compiègne.

## 1942

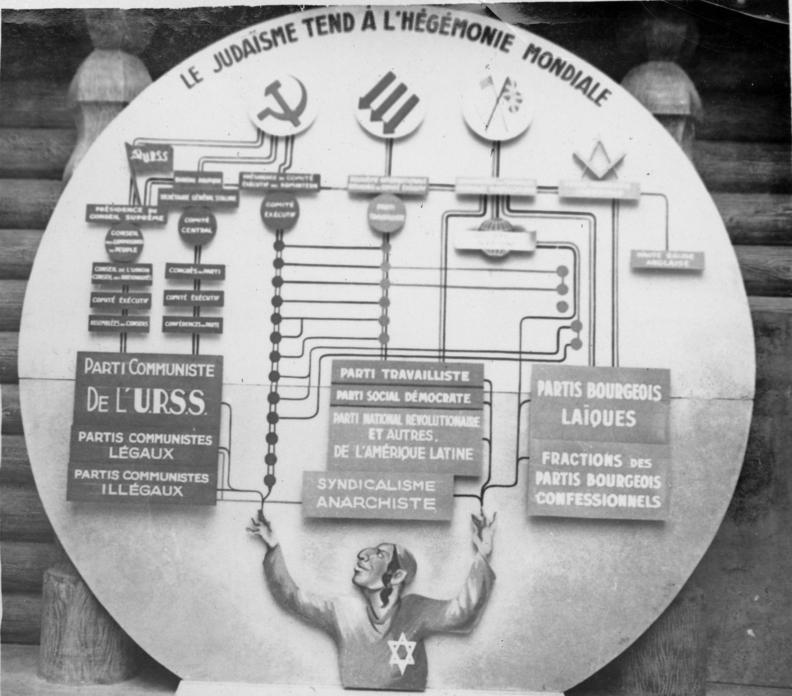
Affiche de propagande antisémite de 1942 montrant
« la tendance du judaïsme à l'hégémonie mondiale » (par le Comité d’action antibolchévique)

Les juifs d'origine polonaise à Lens. 
« « Molinghem le 20 décembre 1940,
Déclaration d’origine juive.
Je soussigné S.André, né le 15 mai 1902 à Montluçon (Allier) exerçant la profession d’in-
génieur à la société Châtillon-Commentry à Isbergues, domicilié à Molinghem, rue de l’Église,
déclare être d’origine juive par trois grands-parents.
Je déclare n’avoir jamais appartenu à la religion Israélite et être catholique.
Ma famille est en France depuis plus de 200 ans.
J’ai été mobilisé comme lieutenant de réserve.
Je me suis marié le 28 novembre 1925 à Paris avec Mademoiselle M.Marie-Louise, née le
23 janvier 1902 à Decazeville qui est d’origine française.
J’ai deux enfants : S.Bernard, né le 9 septembre 1926 et S.Anne-Geneviève née le 3 juin
1931. »
- Janvier 1942 : Conférence de Wannsee : les officiels nazis définissent les modalités pratiques de la « Solution finale », c'est-à-dire l'extermination complète des Juifs d'Europe, enfants compris.
- 27 mars 1942 : Le premier convoi de Juifs déportés quitte Compiègne (Frontstalag 122), en direction d'un camp d'extermination.
- 18 avril 1942 : Pierre Laval redevient « chef du Gouvernement » et ministre de l'Intérieur ;  René Bousquet est nommé secrétaire général de la police.
- 20 mai 1942 : Zone occupée : port de l'étoile jaune obligatoire (application le 7 juin).
- 2 juillet 1942 : Accords Bousquet-Oberg pour la collaboration des polices françaises et allemandes, en présence d'Heydrich, adjoint de Himmler.
- 16-17 juillet 1942 : Paris : rafle du vélodrome d’hiver, arrestation de 13 152 Juifs « apatrides » (4 115 enfants, 5 919 femmes et 3 118 hommes).
- 19 juillet 1942 : Rafle manquée de Nancy.
- 26-28 août 1942 : Zone libre : série de rafles aboutissant à la déportation de 7 000 personnes.

## 1943
- Janvier 1943 : Rafle de Marseille : destruction du Vieux-Port et rafles par les forces de l'ordre françaises. Près de 2 000 Juifs marseillais arrêtés et déportés. « Le Petit Marseillais » du 30 janvier 1943 écrit : « Précisons que les opérations d’évacuation du quartier Nord du Vieux-Port ont été effectuées exclusivement par la police française et qu’elles n’ont donné lieu à aucun incident. » [5]

Le quartier de l'Opéra, où vivaient de nombreuses familles séfarades, est vidé de ses habitants.
- Février 1943 : Rafle de Lyon dans les locaux de l'UGIF.
- 8 septembre 1943 : Capitulation de l'Italie conduisant à l'occupation de la zone italienne (Nice) jusqu'alors épargnée par les rafles.
- Avril 1943 : Rafles de Nîmes et d'Avignon.
- Septembre 1943 : Rafles de Nice et de l'arrière-pays niçois.

## 1944
- Février 1944 : Rafles de Grenoble et de l'Isère.
- 15 août 1944 : Dernier convoi de déportation depuis Clermont-Ferrand.